# 503 v.Chr.
Het jaar 503 v.Chr. is een jaartal volgens de christelijke jaartelling.

## Gebeurtenissen

### Egypte
- De koninklijke edicten worden vastgelegd op papyrus. Toch heeft het land in tegenstelling tot Babylon geen volledig wetboek.

### Perzië
- Het beginpunt van de Avestische jaartelling.[1] (waarschijnlijke datum)

### China
- Qi en Zheng vormen in de herfst een bondgenootschap tegen Jin. Wei zal spoedig toetreden.[2]

## Overleden
- Publius Valerius Publicola, Romeins consul (of 499 v.Chr.)